# Relaciones Guatemala-Vietnam
Las relaciones Guatemala-Vietnam son las relaciones internacionales entre Vietnam y Guatemala. Los dos países establecieron relaciones diplomáticas el 7 de enero de 1993.

## Relaciones diplomáticas
Vietnam y Guatemala iniciaron un diálogo que concluyó con el establecimiento de relaciones diplomáticas el 7 de enero de 1993. Vietnam mantiene un embajador concurrente para Guatemala desde México, y Guatemala mantiene un embajador concurrente para Vietnam desde Corea del Sur.  El valor del intercambio comercial se coloca en unos 40 millones de dólares, cifra muy modesta en relación a las potencialidades de los dos países. Jimmy Morales expresó en 2016, que haría una visita de estado a Vietnam nación de belleza y de larga historia de luchas heroica por la independencia, la libertad y el progreso.